# Anthurium silverstonei
Anthurium silverstonei är en kallaväxtart som beskrevs av Thomas Bernard Croat och Oberle. Anthurium silverstonei ingår i släktet Anthurium och familjen kallaväxter. Inga underarter finns listade.